# Draginya
Draginya, ukrán nyelven Драгиня, falu Ukrajnában, Kárpátalján, a Munkácsi járásban.

## Fekvése
Munkácstól nyugat-északnyugatra, Ignéc nyugat-délnyugati szomszédjában fekvő település. A 104 méter tengerszint feletti magasságban fekvő falu határában folyik a Sztára.

## Története
Területe a trianoni béke előtt többségében Bereg vármegye Latorcai járásához, kisebb részben pedig a Munkácsi járásához tartozott. Az első világháborút követően a mesterségesen létrehozott Csehszlovákiához csatolták, majd 1938-tól ismét Magyarországhoz tartozott 1944 őszéig, amikor a szovjet csapatok megszállták.
Ennek következtében 1945-ben az Ukrán Szovjet Szocialista Köztársaság, s ezzel együtt a Szovjetunió részévé vált. A 20. században lett falu, Ignéc külterületi lakott helyéből jött létre. A település 1991 óta a független Ukrajna része.

## Népessége
A falunak 552 lakosa van.